# Campodorus formosus
Campodorus formosus là một loài tò vò trong họ Ichneumonidae.